# Xã Millwood, Quận Lincoln, Missouri
Xã Millwood (tiếng Anh: Millwood Township) là một xã thuộc quận Lincoln, tiểu bang Missouri, Hoa Kỳ. Năm 2010, dân số của xã này là 918 người.